# John Langenus
John L. Langenus (n. 8 decembrie 1891, Berchem - d. 1 octombrie 1952) a fost un arbitru de fotbal belgian, care a arbitrat partide de la trei Campionate Mondiale, inclusiv finala din 1930.